# Australië op de Olympische Zomerspelen 1992
Australië nam deel aan de Olympische Zomerspelen 1992 in Barcelona, Spanje.

## Medaillewinnaars
| Medal  | Naam | Sport        | Onderdeel                         |
| ------ | --- | ------------ | --------------------------------- |
| Goud   | Clint Robinson | Kanovaren    | K-1 1000 meter mannen             |
| Goud   | Matt Ryan | Paardensport | Eventing individueel              |
| Goud   | Andrew Hoy Gillian Rolton Matt Ryan | Paardensport | Eventing team                     |
| Goud   | Peter Antonie Stephen Hawkins | Roeien       | Dubbel-twee mannen                |
| Goud   | Andrew Cooper Nick Green Mike McKay James Tomkins | Roeien       | Vier-zonder mannen                |
| Goud   | Kathy Watt | Wielersport  | Wegwedstrijd vrouwen              |
| Goud   | Kieren Perkins | Zwemmen      | 1500 meter vrije stijl vrouwen    |
| Zilver | John Bestall Warren Birmingham Lee Bodimeade Ashley Carey Gregory Corbitt Stephen Davies Damon Diletti Lachlan Dreher Lachlan Elmer Dean Evans Paul Lewis Graham Reid Jay Stacy Michael York David Wansbrough Ken Wark | Hockey       | Mannen                            |
| Zilver | John Bestall | Kanovaren    | Slalom vrouwen                    |
| Zilver | Gary Neiwand | Wielersport  | 1000 meter sprint mannen          |
| Zilver | Shane Kelly | Wielersport  | 1000 meter tijdrit mannen         |
| Zilver | Kathy Watt | Wielersport  | Individuele achtervolging vrouwen |
| Zilver | Brett Aitken Steve McGlede Shaun O'Brien Stuart O'Grady | Wielersport  | Ploegenachtervolging vrouwen      |
| Zilver | Kieren Perkins | Zwemmen      | 400 meter vrije slag mannen       |
| Zilver | Hayley Lewis | Zwemmen      | 800 meter vrije slag vrouwen      |
| Zilver | Glen Housman | Zwemmen      | 1500 meter vrije slag mannen      |
| Brons  | Tim Forsyth | Atletiek     | Hoogspringen mannen               |
| Brons  | Daniela Costian | Atletiek     | Discuswerpen vrouwen              |
| Brons  | Ramon Andersson Kelvin Graham Ian Rowling Steve Wood | Kanovaren    | K-4 1000 meter mannen             |
| Brons  | Rachel McQuillan Nicole Provis | Tennis       | Dubbelspel vrouwen                |
| Brons  | Lars Kleppich | Zeilen       | Lechner mannen                    |
| Brons  | Mitch Booth John Forbes | Zeilen       | Tornado                           |
| Brons  | Phil Rogers | Zwemmen      | 100 meter schoolslag mannen       |
| Brons  | Hayley Lewis | Zwemmen      | 400 meter vrije slag vrouwen      |
| Brons  | Nicole Livingstone-Stevenson | Zwemmen      | 200 meter rugslag vrouwen         |
| Brons  | Samantha Riley | Zwemmen      | 100 meter schoolslag vrouwen      |
| Brons  | Susie O'Neill | Zwemmen      | 200 meter vlinderslag vrouwen     |

## Deelnemers en resultaten

### Atletiek
| Olympiër                                                           | Discipline               | Resultaat | Prestatie |
| ------------------------------------------------------------------ | ------------------------ | --------- | --- |
| Dean Capobianco                                                    | 200m (m)                 | 17e       | serie 8: 1e in 20,86 kwartfinale 3: 4e in 20,61 |
| Mark Garner                                                        | 400m (m)                 | 30e       | serie 7: 4e in 46,26 kwartfinale 4: 8e in 46,85 |
| Simon Hollingsworth                                                | 400m horden (m)          | 24e       | serie 6: 4e in 49,74 |
| Robert de Castella                                                 | marathon (m)             | 26e       | 2:17.44 |
| Steve Moneghetti                                                   | marathon (m)             | 48e       | 2:23.42 |
| Nicholas A'Hern                                                    | 20km snelwandelen (m)    | 22e       | 1:31.39 |
| Andrew Jachno                                                      | 20km snelwandelen (m)    | 31e       | 1:36.49 |
| Simon Baker                                                        | 50km snelwandelen (m)    | 19e       | 4:08.11 |
| David Culbert                                                      | verspringen (m)          | 11e       | kwalificatie groep A: 3e met 8,00m finale: 11e met 7,73m |
| David Anderson                                                     | hoogspringen (m)         | 31e       | kwalificatie groep B: 14e met 2,15m |
| Tim Forsyth                                                        | hoogspringen (m)         | Brons     | kwalificatie groep A: 6e met 2,26m finale: 3e met 2,34m |
| Lochsley Thomson                                                   | hoogspringen (m)         | 22e       | kwalificatie groep B: 12e met 2,20m |
| Simon Arkell                                                       | polsstokhoogspringen (m) | 22e       | kwalificatie groep B: 11e met 5,30m |
| Werner Reiterer                                                    | discuswerpen (m)         | 10e       | kwalificatie groep B: 3e met 62,20m finale: 10e met 60,12m |
| Sean Carlin                                                        | kogelslingeren (m)       | 8e        | kwalificatie groep B: 6e met 75,90m finale: 8e met 76,16m |
| Dean Smith                                                         | tienkamp (m)             | 19e       | 100m: 8e in 10,97 (867 punten) verspringen: 8e met 7,43m (918 punten) kogelstoten: 21e met 13,67m (708 punten) hoogspringen: 24e met 1,91m (723 punten) 400m: 23e in 50,06 (812 punten) 110m horden: 24e in 15,29 (815 punten) discuswerpen: 17e met 42,54m (716 punten) polsstokhoogspringen: 18e met 4,50m (760 punten) speerwerpen: 8e met 60,52m (746 punten) 1500m: 22e in 4.46,83 (638 punten) totaal: 7703 punten |
|                                                                    |                          |           | |
| Melinda Gainsford-Taylor                                           | 100m (v)                 | 24e       | serie 3: 4e in 11,57 kwartfinale 4: 6e in 11,67 |
| Kerry Johnson                                                      | 100m (v)                 | 19e       | serie 2: 2e in 11,62 kwartfinale 1: 5e in 11,59 |
| Melinda Gainsford-Taylor                                           | 200m (v)                 | 13e       | serie 6: 2e in 23,18 kwartfinale 4: 4e in 23,03 halve finale 2: 7e in 23,03 |
| Melissa Moore                                                      | 200m (v)                 | 33e       | serie 1: 5e in 23,86 |
| Cathy Freeman                                                      | 400m (v)                 | 17e       | serie 5: 3e in 53,70 kwartfinale 1: 5e in 51,52 |
| Michelle Lock                                                      | 400m (v)                 | 11e       | serie 3: 3e in 52,49 kwartfinale 2: 4e in 51,71 halve finale 1: 7e in 50,78 |
| Renée Poetschka                                                    | 400m (v)                 | 15e       | serie 6: 2e in 52,85 kwartfinale 3: 3e in 52,05 halve finale 2: 7e in 52,09 |
| Krishna Stanton                                                    | 3000m (v)                | 22e       | serie 3: 7e in 9.00,62 |
| Sue Hobson                                                         | 10000m (v)               | 22e       | serie 2: 11e in 32.53,61 |
| Gail Luke                                                          | 400m horden (v)          | 23e       | serie 4: 6e in 58,32 |
| Melinda Gainsford-Taylor Kerry Johnson Melissa Moore Kathy Sambell | 4x100m (v)               | 6e        | serie 1: 4e in 43,49 finale: 6e in 43,77 |
| Sue Andrews Cathy Freeman Michelle Lock Renée Poetschka            | 4x400m (v)               | 7e        | serie 1: 3e in 3.25,68 finale: 7e in 3.26,42 |
| Lisa Martin-Ondieki                                                | marathon (v)             | DNF       | niet gefinisht |
| Gabrielle Blythe                                                   | 10km snelwandelen (v)    | 31e       | 50.13 |
| Kerry Saxby-Junna                                                  | 10km snelwandelen (v)    | 15e       | 46.01 |
| Nicole Boegman-Staines                                             | verspringen (v)          | DNF       | geen geldige sprong |
| Alison Inverarity                                                  | hoogspringen (v)         | 8e        | kwalificatie groep A: 4e met 1,92m finale: 8e met 1,91m |
| Daniela Costian                                                    | discuswerpen (v)         | Brons     | kwalificatie groep A: 3e met 64,10m finale: 3e met 66,24m |
| Louise McPaul-Currey                                               | speerwerpen (v)          | 11e       | kwalificatie groep A: 6e met 60,56m finale: 11e met 56,00m |
| Jane Flemming                                                      | zevenkamp (v)            | DNF       | 100m horden: niet gefinisht |

### Badminton
| Olympiër              | Discipline     | Resultaat | Prestatie |
| --------------------- | -------------- | --------- | --- |
| Rhonda Cator          | enkelspel (v)  | 17e       | 1e ronde: W van ESP Sanz: 11-9, 11-5 2e ronde: V van KOR Heung-Soon: 1-11, 4-11                                                                                           |
| Anna Lao              | enkelspel (v)  | 5e        | 1e ronde: W van SUI Villars: 11-0, 11-4 2e ronde: W van DEN Martin: 11-6, 12-11 3e ronde: W van EUN Rybkhina: 7-11, 11-7, 11-8 kwartfinale: V van CHN Jiuhong: 1-11, 9-11 |
| Rhonda Cator Anna Lao | dubbelspel (v) | 5e        | 1e ronde: W van SUI Albrech/Villars: 15-3, 15-6 2e ronde: W van POL Bąk/Wioletta Wilk: 15-3, 15-12 kwartfinale: V van CHN Yan Fen/Fen: 13-15, 5-15                        |

### Basketbal
| Olympiër | Discipline | Resultaat | Prestatie |
| --- | ---------- | --------- | --- |
| Ray Borner Mark Bradtke John Dorge Andrew Gaze Shane Heal Damian Keogh Leroy Loggins Luc Longley Mike McKay Larry Sengstock Phil Smyth Andrew Vlahov | mannen     | 6e        | groepsfase: 3e W van Puerto Rico: 116-76 V van Gezamenlijk team: 65-83 W van Venezuela: 78-71 W van China: 88-66 V van Litouwen: 87-98 kwartfinale: V van Kroatië: 65-98 5-8e plek: W van Duitsland: 109-79 5-6e plek: V van Brazilië: 80-90 |

| Groep A |                  |             |             |             |            |            |            |        |
| #       | Land             | Wedstrijden | Wedstrijden | Wedstrijden | Doelpunten | Doelpunten | Doelpunten | Punten |
| #       | Land             | G           | W           | V           | V          | T          | Saldo      | Punten |
| 1       | Gezamenlijk team | 5           | 4           | 1           | 425        | 373        | +52        | 9      |
| 2       | Litouwen         | 5           | 4           | 1           | 481        | 424        | +57        | 9      |
| 3       | Australië        | 5           | 3           | 2           | 432        | 396        | +36        | 8      |
| 4       | Puerto Rico      | 5           | 3           | 2           | 445        | 440        | +5         | 8      |
| 5       | Venezuela        | 5           | 1           | 4           | 392        | 427        | -35        | 6      |
| 6       | China            | 5           | 0           | 5           | 381        | 496        | -115       | 5      |

| Ronde       | Datum     | Plaats           | Land   | Score     | Land |
| ----------- | --------- | ---------------- | ------ | --------- | ---- |
| Groepsfase  |           |                  |        |           |      |
| 26 juli     | Barcelona | Puerto Rico      | 76-116 | Australië |      |
| 27 juli     | Barcelona | Gezamenlijk team | 85-63  | Australië |      |
| 29 juli     | Barcelona | Venezuela        | 71-78  | Australië |      |
| 31 juli     | Barcelona | Australië        | 88-66  | China     |      |
| 2 augustus  | Barcelona | Australië        | 87-98  | Litouwen  |      |
| Kwartfinale |           |                  |        |           |      |
| 4 augustus  | Barcelona | Kroatië          | 98-65  | Australië |      |
| 5-8e plek   |           |                  |        |           |      |
| 6 augustus  | Barcelona | Australië        | 109-79 | Duitsland |      |
| 5-6e plek   |           |                  |        |           |      |
| 8 augustus  | Barcelona | Brazilië         | 90-80  | Australië |      |

### Boksen
| Olympiër         | Discipline | Resultaat | Prestatie |
| ---------------- | ---------- | --------- | --- |
| Robert Peden     | -51kg (m)  | 5e        | 1e ronde: W van CAN O'Donnell: 14-2 2e ronde: W van ALG Chikh: knock-out kwartfinale: V van PRK Chol-Su: 11-25 |
| Jamie Nicolson   | -57kg (m)  | 17e       | 1e ronde: V van ROU Dumitrescu                                                                                 |
| Justin Rowsell   | -60kg (m)  | 17e       | 1e ronde: V van POL Snarski                                                                                    |
| Robert Peden     | -67kg (m)  | 9e        | 1e ronde: W van ANG André Moniz: 6-2 2e ronde: V van PUR Acevedo: 3-16                                         |
| Justann Crawford | -60kg (m)  | 17e       | 1e ronde: V van EUN Lebziak                                                                                    |
| Rick Temperi     | -60kg (m)  | 17e       | 1e ronde: V van SEY Raforme: 7-27                                                                              |

### Boogschieten
| Olympiër                                              | Discipline      | Resultaat | Prestatie |
| ----------------------------------------------------- | --------------- | --------- | --- |
| Simon Fairweather                                     | individueel (m) | 25e       | plaatsingsronde: 5e met 1315 punten 1e ronde: V van NED Verstegen: 98-107                                       |
| Grant Greenham                                        | individueel (m) | 16e       | plaatsingsronde: 15e met 1298 punten 1e ronde: W van ESP Vázquez: 100-96 2e ronde: V van EUN Shikarev: 94-102   |
| Scott Hunter-Russell                                  | individueel (m) | 48e       | plaatsingsronde: 48e met 1252 punten                                                                            |
| Simon Fairweather Grant Greenham Scott Hunter-Russell | team (m)        | 7e        | plaatsingsronde: 3e met 3865 punten 1e ronde: W van China: 238-230 kwartfinale: V van Groot-Brittannië: 236-242 |

### Gewichtheffen
| Olympiër       | Discipline | Resultaat | Prestatie                                                      |
| -------------- | ---------- | --------- | -------------------------------------------------------------- |
| Damian Brown   | -75kg (m)  | 22e       | trekken: 20e met 140kg stoten: 17e met 177,5kg totaal: 317,5kg |
| Ron Laycock    | -75kg (m)  | 13e       | trekken: 17e met 142,5kg stoten: 8e met 185kg totaal: 327,5kg  |
| Harvey Goodman | -90kg (m)  | 8e        | trekken: 8e met 157,5kg stoten: 8e met 192,5kg totaal: 350kg   |
| Steve Kettner  | +110kg (m) | 11e       | trekken: 7e met 170kg stoten: 12e met 205kg totaal: 375kg      |

### Gymnastiek
| Olympiër          | Discipline               | Resultaat | Prestatie                                                         |
| Artistiek         | Artistiek                | Artistiek | Artistiek                                                         |
| ----------------- | ------------------------ | --------- | ----------------------------------------------------------------- |
| Brennon Dowrick   | vloer (m)                | 75e       | kwalificatie: 75e met 18,55 punten                                |
| Brennon Dowrick   | sprong (m)               | 49e       | kwalificatie: 49e met 18,875 punten                               |
| Brennon Dowrick   | brug (m)                 | 75e       | kwalificatie: 75e met 18,50 punten                                |
| Brennon Dowrick   | rekstok (m)              | 40e       | kwalificatie: 40e met 19,125 punten                               |
| Brennon Dowrick   | ringen (m)               | 61e       | kwalificatie: 61e met 18,850 punten                               |
| Brennon Dowrick   | paard voltige (m)        | 49e       | kwalificatie: 49e met 18,825 punten                               |
| Brennon Dowrick   | meerkamp individueel (m) | 61e       | kwalificatie: 61e met 112,725 punten                              |
|                   |                          |           |                                                                   |
| Monique Allen     | vloer (v)                | 79e       | kwalificatie: 79e met 18,937 punten                               |
| Monique Allen     | sprong (v)               | 49e       | kwalificatie: 49e met 19,487 punten                               |
| Monique Allen     | brug (v)                 | 29e       | kwalificatie: 29e met 19,649 punten                               |
| Monique Allen     | balk (v)                 | 23e       | kwalificatie: 23e met 19,475 punten                               |
| Monique Allen     | meerkamp individueel (v) | 19e       | kwalificatie: 39e met 77,548 punten finale: 19e met 39,086 punten |
| Brooke Gysen      | vloer (v)                | 48e       | kwalificatie: 48e met 19,275 punten                               |
| Brooke Gysen      | sprong (v)               | 71e       | kwalificatie: 71e met 19,375 punten                               |
| Brooke Gysen      | brug (v)                 | 77e       | kwalificatie: 77e met 18,75 punten                                |
| Brooke Gysen      | balk (v)                 | 84e       | kwalificatie: 84e met 18,349 punten                               |
| Brooke Gysen      | meerkamp individueel (v) | 69e       | kwalificatie: 69e met 76,311 punten                               |
| Julie-Anne Monico | vloer (v)                | 87e       | kwalificatie: 87e met 18,437 punten                               |
| Julie-Anne Monico | sprong (v)               | 77e       | kwalificatie: 77e met 19,312 punten                               |
| Julie-Anne Monico | brug (v)                 | 27e       | kwalificatie: 27e met 19,674 punten                               |
| Julie-Anne Monico | balk (v)                 | 58e       | kwalificatie: 58e met 18,937 punten                               |
| Julie-Anne Monico | meerkamp individueel (v) | 68e       | kwalificatie: 68e met 76,36 punten                                |
| Lisa Read         | vloer (v)                | 31e       | kwalificatie: 31e met 19,512 punten                               |
| Lisa Read         | sprong (v)               | 80e       | kwalificatie: 80e met 19,249 punten                               |
| Lisa Read         | brug (v)                 | 21e       | kwalificatie: 21e met 19,712 punten                               |
| Lisa Read         | balk (v)                 | 24e       | kwalificatie: 24e met 19,462 punten                               |
| Lisa Read         | meerkamp individueel (v) | 30e       | kwalificatie: 33e met 77,935 punten finale: 30e met 38,611 punten |
| Kylie Shadbolt    | vloer (v)                | 50e       | kwalificatie: 50e met 19,274 punten                               |
| Kylie Shadbolt    | sprong (v)               | 51e       | kwalificatie: 51e met 19,474 punten                               |
| Kylie Shadbolt    | brug (v)                 | 43e       | kwalificatie: 43e met 19,549 punten                               |
| Kylie Shadbolt    | balk (v)                 | 55e       | kwalificatie: 55e met 18,975 punten                               |
| Kylie Shadbolt    | meerkamp individueel (v) | 36e       | kwalificatie: 63e met 18,899 punten finale: 36e met 37,549 punten |
| Jane Warrilown    | vloer (v)                | 58e       | kwalificatie: 58e met 19,200 punten                               |
| Jane Warrilown    | sprong (v)               | 76e       | kwalificatie: 76e met 19,325 punten                               |
| Jane Warrilown    | brug (v)                 | 77e       | kwalificatie: 77e met 18,75 punten                                |
| Jane Warrilown    | balk (v)                 | 51e       | kwalificatie: 51e met 19,037 punten                               |
| Jane Warrilown    | meerkamp individueel (v) | 51e       | kwalificatie: 51e met 77,049 punten                               |

### Hockey

#### Mannen
| Olympiër | Discipline | Resultaat | Prestatie |
| --- | ---------- | --------- | --- |
| John Bestall Warren Birmingham Lee Bodimeade Ashley Carey Gregory Corbitt Stephen Davies Damon Diletti Lachlan Dreher Lachlan Elmer Dean Evans Paul Lewis Graham Reid Jay Stacy David Wansbrough Ken Wark Michael York | mannen     | Zilver    | groepsfase: 1e W van Argentinië: 7-0 W van Egypte: 5-1 G van Duitsland: 1-1 W van India: 1-0 W van Groot-Brittannië: 6-0 halve finale: W van Nederland: 3-2 finale: V van Duitsland: 1-2 |

| Groep A |                  |             |             |             |             |            |            |            |        |
| #       | Land             | Wedstrijden | Wedstrijden | Wedstrijden | Wedstrijden | Doelpunten | Doelpunten | Doelpunten | Punten |
| #       | Land             | G           | W           | G           | V           | V          | T          | Saldo      | Punten |
| 1       | Australië        | 5           | 4           | 1           | 0           | 20         | 2          | +18        | 9      |
| 2       | Duitsland        | 5           | 4           | 1           | 0           | 16         | 4          | +12        | 9      |
| 3       | Groot-Brittannië | 5           | 3           | 0           | 2           | 7          | 10         | -3         | 6      |
| 4       | India            | 5           | 2           | 0           | 3           | 4          | 8          | -4         | 4      |
| 5       | Argentinië       | 5           | 1           | 0           | 4           | 3          | 12         | -9         | 2      |
| 6       | Egypte           | 5           | 0           | 0           | 5           | 4          | 18         | -14        | 0      |

| Ronde        | Datum     | Plaats           | Land | Score      | Land |
| ------------ | --------- | ---------------- | ---- | ---------- | ---- |
| Groepsfase   |           |                  |      |            |      |
| 26 juli      | Barcelona | Australië        | 7-0  | Argentinië |      |
| 28 juli      | Barcelona | Australië        | 5-1  | Egypte     |      |
| 30 juli      | Barcelona | Australië        | 1-1  | Duitsland  |      |
| 1 augustus   | Barcelona | Australië        | 1-0  | India      |      |
| 3 augustus   | Barcelona | Groot-Brittannië | 0-6  | Australië  |      |
| Halve finale |           |                  |      |            |      |
| 5 augustus   | Barcelona | Australië        | 3-2  | Nederland  |      |
| Finale       |           |                  |      |            |      |
| 8 augustus   | Barcelona | Australië        | 1-2  | Duitsland  |      |

#### Vrouwen
| Olympiër | Discipline | Resultaat | Prestatie |
| --- | ---------- | --------- | --- |
| Alyson Annan Tracey Belbin Debbie Bowman-Sullivan Sharon Buchanan Sally Carbon Christine Dobson Michelle Hager Juliet Haslam Rechelle Hawkes Lisa Naughton Kathleen Partridge Alison Peek Jackie Pereira Lisa Powell Kate Starre Liane Tooth | vrouwen    | 5e        | groepsfase: 3e W van Canada: 2-0 V van Duitsland: 0-1 V van Spanje: 0-1 5-8e plek: W van Nieuw-Zeeland: 5-1 5-6e plek: W van Nederland: 2-0 |

| Groep A |           |             |             |             |             |            |            |            |        |
| #       | Land      | Wedstrijden | Wedstrijden | Wedstrijden | Wedstrijden | Doelpunten | Doelpunten | Doelpunten | Punten |
| #       | Land      | G           | W           | G           | V           | V          | T          | Saldo      | Punten |
| 1       | Duitsland | 3           | 2           | 1           | 0           | 7          | 2          | +5         | 5      |
| 2       | Spanje    | 3           | 2           | 1           | 0           | 5          | 3          | +2         | 5      |
| 3       | Australië | 3           | 1           | 0           | 2           | 2          | 2          | 0          | 2      |
| 4       | Canada    | 3           | 0           | 0           | 3           | 1          | 8          | -7         | 0      |

| Ronde      | Datum     | Plaats    | Land | Score         | Land |
| ---------- | --------- | --------- | ---- | ------------- | ---- |
| Groepsfase |           |           |      |               |      |
| 27 juli    | Barcelona | Australië | 2-0  | Canada        |      |
| 29 juli    | Barcelona | Australië | 0-1  | Duitsland     |      |
| 2 augustus | Barcelona | Spanje    | 1-0  | Australië     |      |
| 5-8e plek  |           |           |      |               |      |
| 4 augustus | Barcelona | Australië | 5-1  | Nieuw-Zeeland |      |
| 5-6e plek  |           |           |      |               |      |
| 6 augustus | Barcelona | Australië | 2-0  | Nederland     |      |

### Judo
| Olympiër             | Discipline | Resultaat | Prestatie |
| -------------------- | ---------- | --------- | --------- |
| Chris Bacon          | -86kg (m)  | 17e       |           |
|                      |            |           |           |
| Cathy Grainger-Brain | -52kg (v)  | 13e       |           |

### Kanovaren
| Olympiër                                               | Discipline    | Resultaat | Prestatie                                                                        |
| Slalom                                                 | Slalom        | Slalom    | Slalom                                                                           |
| ------------------------------------------------------ | ------------- | --------- | -------------------------------------------------------------------------------- |
| Peter Eckhardt                                         | C-1 (m)       | 20e       | 1e ronde: 15e in 128,98 2e ronde: 26e in 135,74                                  |
| Matthew Pallister Andrew Wilson                        | C-1 (m)       | 16e       | 1e ronde: 17e in 150,71 2e ronde: 14e in 156,67                                  |
|                                                        |               |           |                                                                                  |
| Danielle Woodward                                      | K-1 (v)       | Zilver    | 1e ronde: 13e in 151,54 2e ronde: 2e in 128,27                                   |
| Vlakwater                                              |               |           |                                                                                  |
| Martin Hunter                                          | K-1 500m (m)  | 19e       | serie 1: 4e in 1.43,32 herkansingen: 4e in 1.42,00                               |
| Clint Robinson                                         | K-1 1000m (m) | Goud      | serie 1: 1e in 3.38,80 halve finale 2: 2e in 3.36,59 finale: 1e in 3.37,26       |
| Daniel Collins Andrew Trim                             | K-2 500m (m)  | 12e       | serie 2: 4e in 1.36,07 herkansingen: 2e in 1.32,14 halve finale 1: 6e in 1.31,99 |
| Daniel Collins Andrew Trim                             | K-2 1000m (m) | 19e       | serie 4: 5e in 3.24,02 herkansingen: 4e in 3.20,18                               |
| Ramon Andersson Kelvin Graham Ian Rowling Steven Wood, | K-4 1000m (m) | Brons     | serie 2: 1e in 2.57,06 halve finale 2: 3e in 2.58,83 finale: 3e in 2.56,97       |
|                                                        |               |           |                                                                                  |
| Kerri Randle Anna Wood                                 | K-2 500m (v)  | 11e       | serie 1: 4e in 1.44,76 halve finale 1: 7e in 1.44,05                             |
| Denise Cooper Lynda Lehmann Gayle Mayes Anna Wood      | K-4 500m (v)  | 11e       | serie 1: 6e in 1.39,32 herkansingen: 3e in 1.39,81 finale: 8e in 1.43,88         |

### Moderne vijfkamp
| Olympiër                                                   | Discipline | Resultaat | Prestatie |
| ---------------------------------------------------------- | ---------- | --------- | --- |
| Colin Michael Hamilton                                     | mannen     | 58e       | schermen: 65e met 439 punten zwemmen: 23e met 1252 punten schietsport: 47e met 970 punten atletiek: 18e met 1153 punten paardensport: 54e met 780 punten totaal: 4594 punten |
| Alexander Watson                                           | mannen     | 63e       | schermen: 55e met 643 punten zwemmen: 53e met 1176 punten schietsport: 33e met 1030 punten atletiek: 66e met 472 punten paardensport: 35e met 958 punten totaal: 4279 punten |
| Gavin Wayne Lackey                                         | mannen     | 30e       | schermen: 49e met 694 punten zwemmen: 13e met 1272 punten schietsport: 48e met 955 punten atletiek: 7e met 1222 punten paardensport: 32e met 968 punten totaal: 5111 punten  |
| Colin Michael Hamilton Alexander Watson Gavin Wayne Lackey | team (m)   | 16e       | 13984 punten |

### Paardensport
| Olympiër                                        | Discipline  | Resultaat | Prestatie |
| Dressuur                                        | Dressuur    | Dressuur  | Dressuur |
| ----------------------------------------------- | ----------- | --------- | --- |
| Christine Doan                                  | individueel | 28e       | kwalificatie: 28e met 1491 punten |
| Eventing                                        |             |           | |
| David Green                                     | individueel | DNF       | dressuur: 16e met 56,20 strafpunten crosscountry: niet gefinisht                                                                            |
| Andrew Hoy                                      | individueel | 5e        | dressuur: 23e met 58,80 strafpunten crosscountry: 7e met 25,60 strafpunten springconcours: 9e met 5 strafpunten totaal: 89,40 strafpunten   |
| Gillian Rolton                                  | individueel | 23e       | dressuur: 38e met 64,20 strafpunten crosscountry: 31e met 60,00 strafpunten springconcours: 9e met 5 strafpunten totaal: 129,20 strafpunten |
| Matt Ryan                                       | individueel | Goud      | dressuur: 18e met 57,80 strafpunten crosscountry: 1e met 7,20 strafpunten springconcours: 9e met 5 strafpunten totaal: 70 strafpunten       |
| David Green Andrew Hoy Gillian Rolton Matt Ryan | team        | Goud      | dressuur: 6e met 172,80 strafpunten crosscountry: 2e met 92,80 strafpunten springconcours: 1e met 15 strafpunten totaal: 288,60 strafpunten |

### Roeien
| Olympiër | Discipline      | Resultaat | Prestatie                                                                    |
| --- | --------------- | --------- | ---------------------------------------------------------------------------- |
| Peter Antonie Steve Hawkins                                                                                         | dubbel-twee (m) | Goud      | serie 4: 1e in 6.24,93 halve finale 2: 1e in 6.20,22 finale: 1e in 6.17,32   |
| Matthew McArdle Nick McDonald-Crowley                                                                               | twee-zonder (m) | 13e       | serie 1: 4e in 6.48,18 herkansingen: 3e in 6.48,67                           |
| Robin Bakker Jason Day Hamish McGlashan Richard Powell                                                              | dubbel-vier (m) | 9e        | serie 3: 3e in 5.49,15 halve finale 2: 5e in 5.55,62 finale B: 3e in 5.56,44 |
| Andrew Cooper Nick Green Mike McKay James Tomkins                                                                   | vier-zonder (m) | Goud      | serie 2: 1e in 5.59,18 halve finale 2: 1e in 5.58,26 finale: 1e in 5.55,04   |
| David Colvin Wayne Diplock Ben Dodwell Jaime Fernandez Bo Hanson Peter Murphy Sam Patten Robert Scott Simon Spriggs | acht (m)        | 5e        | serie 3: 2e in 5.34,28 halve finale 1: 3e in 5.35,76 finale: 5e in 5.33,72   |
| |                 |           |                                                                              |
| Andrea Coss | skiff (v)       | DNF       | serie 3: 4e in 7.58,51 herkansingen: niet gefinisht                          |
| Gillian Campbell Jennifer Luff                                                                                      | dubbel-twee (v) | 8e        | serie 2: 3e in 7.24,14 halve finale 1: 4e in 7.07,00 finale B: 2e in 7.05,91 |
| Jodie Dobson Kate Slatter Emmy Snook Megan Still                                                                    | vier-zonder (v) | 6e        | serie 2: 3e in 6.58,34 herkansingen: 2e in 6.54,16 finale: 6e in 6.41,72     |

### Schermen
| Olympiër        | Discipline | Resultaat | Prestatie                  |
| --------------- | ---------- | --------- | -------------------------- |
| Scott Arnold    | degen (m)  | 54e       | 1e ronde groep 6: 5e (2-4) |
| Robert Davidson | degen (m)  | 19e       | 1e ronde groep 9: 3e (4-2) |

### Schietsport
| Olympiër         | Discipline              | Resultaat | Prestatie                                                           |
| ---------------- | ----------------------- | --------- | ------------------------------------------------------------------- |
| Phillip Adams    | 50m pistool (m)         | 30e       | kwalificatie: 30e met 549 punten (96-87-93-94-92-87)                |
| Bengt Sandstrom  | 50m pistool (m)         | 26e       | kwalificatie: 26e met 551 punten (94-93-90-95-89-90)                |
| Patrick Murray   | 25m snelvuurpistool (m) | 26e       | kwalificatie: 26e met 574 punten (290-284)                          |
| Phillip Adams    | 10m luchtpistool (m)    | 19e       | kwalificatie: 19e met 576 punten (98-95-96-96-95-96)                |
| Bengt Sandstrom  | 10m luchtpistool (m)    | 29e       | kwalificatie: 29e met 573 punten (96-94-96-96-95-96)                |
|                  |                         |           |                                                                     |
| Lynne-Marie Freh | 25m pistool (v)         | 7e        | kwalificatie: 6e met 581 punten (289-292) finale: 7e met 675 punten |
| Lynne-Marie Freh | 10m luchtpistool (v)    | 39e       | kwalificatie: 39e met 371 punten (91-91-94-95)                      |
|                  |                         |           |                                                                     |
| Michael Diamond  | trap                    | 11e       | kwalificatie: 5e met 147 punten halve finale: 11e met 193 punten    |
| Russell Mark     | trap                    | 9e        | kwalificatie: 18e met 144 punten halve finale: 9e met 193 punten    |

### Schoonspringen
| Olympiër        | Discipline    | Resultaat | Prestatie                                                         |
| --------------- | ------------- | --------- | ----------------------------------------------------------------- |
| Simon McCormack | 3m plank (m)  | 16e       | kwalificatie: 16e met 358,05 punten                               |
| Michael Murphy  | 3m plank (m)  | 4e        | kwalificatie: 8e met 381,33 punten finale: 4e met 611,97 punten   |
| Michael Murphy  | 10m toren (m) | 13e       | kwalificatie: 13e met 371,88 punten                               |
| Craig Rogerson  | 10m toren (m) | 12e       | kwalificatie: 10e met 388,83 punten finale: 12e met 458,43 punten |
|                 |               |           |                                                                   |
| Jennifer Donnet | 3m plank (v)  | 15e       | kwalificatie: 15e met 272,64 punten                               |
| Rachel Wilkes   | 3m plank (v)  | 22e       | kwalificatie: 22e met 254,31 punten                               |
| April Adams     | 10m toren (v) | 11e       | kwalificatie: 10e met 290,73 punten finale: 11e met 342,39 punten |
| Vyninka Arlow   | 10m toren (v) | 10e       | kwalificatie: 11e met 289,14 punten finale: 10e met 365,88 punten |

### Synchroonzwemmen
| Olympiër                       | Discipline | Resultaat | Prestatie                                                           |
| ------------------------------ | ---------- | --------- | ------------------------------------------------------------------- |
| Celeste Ferraris               | solo       | 41e       | figuren: 41e met 82,330 punten                                      |
| Semon Rohloff                  | solo       | 18e       | figuren: 44e met 81,769 punten kwalificatie: 18e met 171,969 punten |
| Celeste Ferraris Semon Rohloff | duet       | 17e       | kwalificatie: 16e met 170,929 punten                                |

### Tafeltennis
| Olympiër               | Discipline     | Resultaat | Prestatie                                                                                                 |
| ---------------------- | -------------- | --------- | --- |
| Kerri Tepper           | enkelspel (v)  | 33e       | groepsfase: 3e V van HKG Po Wa: 0-2 V van KOR Jung-Im: 0-2 W van TUN Touati: 2-0                          |
| Kerri Tepper Kwok Ying | dubbelspel (v) | 17e       | groepsfase: 3e V van NED Hooman/Vriesekoop: 0-2 V van IOP Fazlić/Perkučin: 0-2 W van BRA Doti/Kosaka: 2-0 |

### Tennis
| Olympiër                        | Discipline     | Resultaat | Prestatie |
| ------------------------------- | -------------- | --------- | --- |
| Richard Fromberg                | enkelspel (m)  | 33e       | 1e ronde: V van GER Stich: 3-6, 6-3, 1-6, 6-3, 3-6 |
| Wally Masur                     | enkelspel (m)  | 33e       | 1e ronde: V van USA Sampras: 1-6, 6-7(4), 4-6 |
| Todd Woodbridge                 | enkelspel (m)  | 33e       | 1e ronde: V van ESP Sánchez: 1-6, 6-7(1), 2-6 |
| John Fitzgerald Todd Woodbridge | dubbel (m)     | 9e        | 1e ronde: W van BAH Knowles/Smith: 6-2, 6-3, 6-7(4), 4-6, 6-3 2e ronde: V van IND Krishnan/Paes: 4-6, 5-7, 6-4, 1-6                                                                                               |
|                                 |                |           | |
| Nicole Bradtke                  | enkelspel (v)  | 17e       | 1e ronde: W van ITA Piccolini: 6-1, 6-0 2e ronde: V van BEL Appelmans: 2-6, 1-6 |
| Jenny Byrne                     | enkelspel (v)  | 33e       | 1e ronde: V van ITA Reggi: 4-6, 6-7(2) |
| Rachel McQuillan                | enkelspel (v)  | 33e       | 1e ronde: V van BEL Appelmans: 3-6, 3-6 |
| Nicole Bradtke Rachel McQuillan | dubbelspel (v) | Brons     | 1e ronde: W van MEX Gavaldón/Novelo: 5-7, 6-1, 6-3 2e ronde: W van BRA Chabalgoity/Vieira: 6-2, 6-1 kwartfinale: W van TCH Novotná/Strnadová: 6-3, 6-3 halve finale: V van ESP Martínez/Sánchez Vicario: 1-6, 2-6 |

### Voetbal
| Olympiër | Discipline | Resultaat | Prestatie |
| --- | ---------- | --------- | --- |
| Zlatko Arambašić Milan Blagojevic Mark Bosnich Steve Corica John Filan John Gibson Gary Hasler Dominic Longo Brad Maloney John Markovski Damian Mori Shaun Murphy Paul Okon Tony Popovic Steve Refenes David Seal George Slifkas Tom Veart Tony Vidmar Ned Zelic | mannen     | 4e        | groepsfase: 2e V van Ghana: 1-3 G van Mexico: 1-1 W van Denemarken: 3-0 kwartfinale: W van Zweden: 2-1 halve finale: V van Polen: 1-6 bronzen finale: V van Ghana: 0-1 |

| Groep D |            |             |             |             |             |            |            |            |        |
| #       | Land       | Wedstrijden | Wedstrijden | Wedstrijden | Wedstrijden | Doelpunten | Doelpunten | Doelpunten | Punten |
| #       | Land       | G           | W           | G           | V           | V          | T          | Saldo      | Punten |
| 1       | Ghana      | 3           | 1           | 2           | 0           | 4          | 2          | +2         | 4      |
| 2       | Australië  | 3           | 1           | 1           | 1           | 5          | 4          | +1         | 3      |
| 3       | Mexico     | 3           | 0           | 3           | 0           | 3          | 3          | 0          | 3      |
| 4       | Denemarken | 3           | 0           | 2           | 1           | 1          | 4          | -3         | 2      |

| Ronde          | Datum     | Plaats     | Land | Score     | Land |
| -------------- | --------- | ---------- | ---- | --------- | ---- |
| Groepsfase     |           |            |      |           |      |
| 26 juli        | Barcelona | Ghana      | 3-1  | Australië |      |
| 28 juli        | Barcelona | Mexico     | 1-1  | Australië |      |
| 30 juli        | Barcelona | Denemarken | 0-3  | Australië |      |
| Kwartfinale    |           |            |      |           |      |
| 2 augustus     | Barcelona | Zweden     | 1-2  | Australië |      |
| Halve finale   |           |            |      |           |      |
| 5 augustus     | Barcelona | Polen      | 6-1  | Australië |      |
| Bronzen finale |           |            |      |           |      |
| 7 augustus     | Barcelona | Ghana      | 1-0  | Australië |      |

### Waterpolo
| Olympiër | Discipline | Resultaat | Prestatie |
| --- | ---------- | --------- | --- |
| Simon Asher Geoffrey Clark John Fox Daniel Marsden Raymond Mayers Greg McFadden Guy Newman Mark Oberman Paul Oberman Troy Stockwell Glenn Townsend Andrew Wightman Christopher Wybrow | mannen     | 5e        | groepsfase: 3e V van Verenigde Staten: 4-8 W van Frankrijk: 9-5 V van Gezamenlijk team: 9-12 G van Duitsland: 7-7 W van Tsjechië: 15-9 groep 5-8e plek: 1e W van Cuba: 7-5 W van Hongarije: 9-8 |

| Groep A |                  |             |             |             |             |        |        |        |        |
| #       | Land             | Wedstrijden | Wedstrijden | Wedstrijden | Wedstrijden | Punten | Punten | Punten | Punten |
| #       | Land             | G           | W           | G           | V           | V      | T      | Saldo  | Punten |
| 1       | Gezamenlijk team | 5           | 5           | 0           | 0           | 50     | 32     | +18    | 10     |
| 2       | Verenigde Staten | 5           | 4           | 0           | 1           | 40     | 24     | +16    | 8      |
| 3       | Australië        | 5           | 2           | 1           | 2           | 44     | 41     | +3     | 5      |
| 4       | Duitsland        | 5           | 2           | 0           | 3           | 38     | 41     | -3     | 4      |
| 5       | Frankrijk        | 5           | 1           | 1           | 3           | 38     | 42     | -4     | 3      |
| 6       | Tsjechië         | 5           | 0           | 0           | 5           | 33     | 63     | -30    | 0      |

| Ronde      | Datum     | Plaats    | Land | Score            | Land |
| ---------- | --------- | --------- | ---- | ---------------- | ---- |
| Groepsfase |           |           |      |                  |      |
| 1 augustus | Barcelona | Australië | 4-8  | Verenigde Staten |      |
| 2 augustus | Barcelona | Frankrijk | 5-9  | Australië        |      |
| 3 augustus | Barcelona | Australië | 9-12 | Gezamenlijk team |      |
| 5 augustus | Barcelona | Duitsland | 7-7  | Australië        |      |
| 6 augustus | Barcelona | Australië | 15-9 | Tsjechië         |      |

| Groep 5-8e plaats |           |             |             |             |             |        |        |        |        |
| #                 | Land      | Wedstrijden | Wedstrijden | Wedstrijden | Wedstrijden | Punten | Punten | Punten | Punten |
| #                 | Land      | G           | W           | G           | V           | V      | T      | Saldo  | Punten |
| 1                 | Australië | 3           | 2           | 1           | 0           | 23     | 20     | +3     | 5      |
| 2                 | Hongarije | 3           | 2           | 0           | 1           | 28     | 27     | +1     | 4      |
| 3                 | Duitsland | 3           | 1           | 1           | 1           | 24     | 21     | +3     | 3      |
| 4                 | Cuba      | 3           | 0           | 0           | 3           | 22     | 29     | -7     | 0      |

| Ronde      | Datum     | Plaats    | Land | Score     | Land |
| ---------- | --------- | --------- | ---- | --------- | ---- |
| Groepsfase |           |           |      |           |      |
| 8 augustus | Barcelona | Australië | 7-5  | Cuba      |      |
| 9 augustus | Barcelona | Australië | 9-8  | Hongarije |      |

### Wielersport
| Olympiër                                                  | Discipline                    | Resultaat | Prestatie |
| Baan                                                      | Baan                          | Baan      | Baan |
| --------------------------------------------------------- | ----------------------------- | --------- | --- |
| Gary Neiwand                                              | sprint (m)                    | Zilver    | kwalificatie: 2e in 10,330 2e ronde: W van COL González/ NED van Hameren: 11,319 3e ronde: W van FRA Magné/ ITA Chiappa: 11,112 kwartfinale 2: W van ARG Lovito: 2-0 halve finale: W van CAN Harnett: 2-0 finale: V van Duitsland: 0-2 |
| Mark Kingsland                                            | individuele achtervolging (m) | 4e        | kwalificatie: 3e in 4.31,033 kwartfinale 2: W van USA Sundquist: 4.29,173 halve finale 2: V van GBR Boardman: 4.32,716 |
| Brett Aitken Stephen McGlede Shaun O'Brien Stuart O'Grady | ploegenachtervolging (m)      | Zilver    | kwalificatie: 1e in 4.11,245 (WR) kwartfinale 4: W van Tsjechië: 4.10,438 (WR) halve finale 2: W van Italië: 4.15,705 finale: V van Duitsland: 4.10,218                                                                                |
| Shane Kelly                                               | tijdrit (m)                   | Zilver    | 1.04,288 |
| Stephen McGlede                                           | puntenkoers (m)               | DNF       | serie 2: 1e met 16 punten finale: niet gefinisht |
|                                                           |                               |           | |
| Kathy Watt                                                | individuele achtervolging (v) | Zilver    | kwalificatie: 1e in 3.41,886 kwartfinale 4: W van FIN Vikstedt-Nyman: 3.45,305 halve finale 1: W van USA Twigg: 3.49,790 finale: V van Duitsland Rossner: 3.53,516                                                                     |
| Weg                                                       |                               |           | |
| Patrick Jonker                                            | wegwedstrijd (m)              | DNF       | niet gefinisht |
| Grant Rice                                                | wegwedstrijd (m)              | 10e       | 4:35.56 |
| Darren Smith                                              | wegwedstrijd (m)              | 16e       | 4:35.56 |
| Robert Crowe Darren Lawson Robert McLachlan Grant Rice    | ploegentijdrit (m)            | 12e       | 2:09.12 |
|                                                           |                               |           | |
| Kathleen Shannon                                          | wegwedstrijd (m)              | 7e        | 2:05.03 |
| Jacqui Uttien                                             | wegwedstrijd (m)              | 13e       | 2:05.03 |
| Kathryn Watt                                              | wegwedstrijd (m)              | Goud      | 2:04.42 |

### Worstelen
| Olympiër    | Discipline  | Resultaat   | Prestatie |
| Vrije stijl | Vrije stijl | Vrije stijl | Vrije stijl |
| ----------- | ----------- | ----------- | --- |
| Musa Ilhan  | -62kg (m)   | 6e          | groep B: 3e V van LAT Žukovs: 5-2 W van ESP Cáceres: 11-4 W van PUR Nieves: 9-3 W van SUI Müller: 4-3 V van IRI Mohammadian: 0-6 V van BUL Vasilev: 3-8 |
| Cris Brown  | -68kg (m)   | 16e         | groep B: 9e V van FRA Sartoro: 3-4 V van IRI Akbarnejad: 0-4                                                                                            |

### Zeilen
| Olympiër                                             | Discipline       | Resultaat | Prestatie                             |
| ---------------------------------------------------- | ---------------- | --------- | ------------------------------------- |
| Lars Kleppich                                        | lechner A390 (m) | Brons     | 98,7 punten: (6-5-7-4-7-9-8-2-7-7)    |
| Glenn Bourke                                         | finn (m)         | 20e       | 129 punten: (16-16-PMS-14-19-11-17)   |
|                                                      |                  |           |                                       |
| Fiona Cynthia Taylor                                 | lechner A390 (v) | 10e       | 136 punten: (7-7-8-8-11-15-12-8-14-7) |
| Christine Lynda Bridge                               | europe (v)       | 20e       | 132 punten: (20-10-17-14-18-19-18)    |
| Addy Elizabeth Bucek Jennifer Norton Lidgett         | 470 (v)          | 9e        | 80,4 punten: (PMS-10-12-6-5-3-13)     |
|                                                      |                  |           |                                       |
| Mitch Booth John Forbes                              | tornado          | Brons     | 44,4 punten: (10-4-6-6-2-1-5)         |
| Colin Kenneth Beashel David James Giles              | star             | 7e        | 71,4 punten: (12-10-6-9-5-3-7)        |
| Tim Dorning William Layland Hodder Michael Guy Mottl | soling           | 11e       | 78,7 punten: (7-3-11-20-20-11)        |

### Zwemmen
| Olympiër                                                                            | Discipline            | Resultaat | Prestatie                                           |
| ----------------------------------------------------------------------------------- | --------------------- | --------- | --------------------------------------------------- |
| Darren Lange                                                                        | 50m vrije slag (m)    | 9e        | serie 8: 3e in 23,01 finale B: 1e in 22,69          |
| Angus Waddell                                                                       | 50m vrije slag (m)    | 15e       | serie 10: 6e in 23,10 finale B: 7e in 23,06         |
| Andrew Baildon                                                                      | 100m vrije slag (m)   | 16e       | serie 10: 6e in 50,59 finale B: 8e in 50,93         |
| Chris Fydler                                                                        | 100m vrije slag (m)   | 14e       | serie 8: 3e in 50,26 finale B: 6e in 50,78          |
| Ian Brown                                                                           | 200m vrije slag (m)   | 11e       | serie 8: 6e in 1.49,32 finale B: 3e in 1.49,77      |
| Kieren Perkins                                                                      | 200m vrije slag (m)   | 10e       | serie 7: 3e in 1.49,26 finale B: 2e in 1.49,75      |
| Ian Brown                                                                           | 400m vrije slag (m)   | 5e        | serie 5: 5e in 3.50,12 finale: 5e in 3.48,79        |
| Kieren Perkins                                                                      | 400m vrije slag (m)   | Zilver    | serie 6: 1e in 3.49,24 finale: 2e in 3.45,16        |
| Glen Housman                                                                        | 1500m vrije slag (m)  | Zilver    | serie 3: 1e in 15.11,36 finale: 2e in 14.55,29      |
| Kieren Perkins                                                                      | 1500m vrije slag (m)  | Goud      | serie 4: 1e in 15.02,75 finale: 1e in 14.43,48 (OR) |
| Toby Haenen                                                                         | 100m rugslag (m)      | 45e       | serie 4: 8e in 1.00,08                              |
| Tom Stachewicz                                                                      | 100m rugslag (m)      | 19e       | serie 6: 4e in 57,03                                |
| Toby Haenen                                                                         | 200m rugslag (m)      | 35e       | serie 6: 7e in 2.06,79                              |
| Shane Lewis                                                                         | 100m schoolslag (m)   | 28e       | serie 5: 7e in 1.04,17                              |
| Phil Rogers                                                                         | 100m schoolslag (m)   | Brons     | serie 8: 2e in 1.02,10 finale: 3e in 1.01,76        |
| Rodney Lawson                                                                       | 200m schoolslag (m)   | 9e        | serie 5: 6e in 2.15,67 finale B: 1e in 2.15,50      |
| Phil Rogers                                                                         | 200m schoolslag (m)   | 6e        | serie 5: 3e in 2.14,39 finale: 6e in 2.13,59        |
| Andrew Baildon                                                                      | 100m vlinderslag (m)  | 17e       | serie 8: 6e in 54,82                                |
| Jon Sieben                                                                          | 100m vlinderslag (m)  | 10e       | serie 9: 4e in 54,67 finale B: 2e in 54,73          |
| Simon McKillop-Davies                                                               | 200m vlinderslag (m)  | 14e       | serie 6: 5e in 2.00,92 finale B: 6e in 2.01,86      |
| Martin Roberts                                                                      | 200m vlinderslag (m)  | 8e        | serie 6: 1e in 1.58,91 finale: 8e in 1.59,64        |
| Matt Dunn                                                                           | 200m wisselslag (m)   | 7e        | serie 8: 3e in 2.02,75 finale: 7e in 2.02,79        |
| Martin Roberts                                                                      | 200m wisselslag (m)   | DSQ       | serie 8: gediskwalificeerd                          |
| Philip Bryant                                                                       | 400m wisselslag (m)   | 13e       | serie 3: 3e in 4.21,45 finale B: 5e in 4.22,36      |
| Matt Dunn                                                                           | 400m wisselslag (m)   | 18e       | serie 4: 7e in 4.27,65                              |
| Andrew Baildon Chris Fydler Darren Lange Tom Stachewicz                             | 4x100m vrije slag (m) | 8e        | serie 3: 3e in 3.22,24 finale: 8e in 3.22,04        |
| Duncan Armstrong Ian Brown Kieren Perkins Deane Pieters Martin Roberts              | 4x200m vrije slag (m) | DSQ       | serie 1: 1e in 7.22,19 finale: gediskwalificeerd    |
| Chris Fydler Phil Rogers Jon Sieben Tom Stachewicz                                  | 4x100m wisselslag (m) | 7e        | serie 2: 3e in 3.43,78 finale: 7e in 3.42,65        |
|                                                                                     |                       |           |                                                     |
| Lisa Curry-Kenny                                                                    | 50m vrije slag (v)    | 9e        | serie 6: 3e in 26,07 finale B: 1e in 25,87          |
| Karen Van Wirdum                                                                    | 50m vrije slag (v)    | 25e       | serie 6: 8e in 26,80                                |
| Susie O'Neill                                                                       | 100m vrije slag (v)   | 15e       | serie 5: 5e in 56,58 finale B: 7e in 56,68          |
| Karen Van Wirdum                                                                    | 100m vrije slag (v)   | 28e       | serie 4: 8e in 56,58                                |
| Nicole Livingstone-Stevenson                                                        | 200m vrije slag (v)   | 16e       | serie 4: 6e in 2.02,50 finale B: 8e in 2.04,21      |
| Susie O'Neill                                                                       | 200m vrije slag (v)   | 11e       | serie 3: 3e in 2.01,05 finale B: 3e in 2.00,89      |
| Hayley Lewis                                                                        | 400m vrije slag (v)   | Brons     | serie 3: 1e in 4.12,95 finale: 3e in 4.11,22        |
| Julie M. McDonald                                                                   | 400m vrije slag (v)   | 18e       | serie 4: 6e in 4.20,16                              |
| Hayley Lewis                                                                        | 800m vrije slag (v)   | Zilver    | serie 4: 2e in 8.33,04 finale: 2e in 8.30,34        |
| Julie M. McDonald                                                                   | 800m vrije slag (v)   | 15e       | serie 3: 4e in 8.51,59                              |
| Nicole Livingstone-Stevenson                                                        | 100m rugslag (v)      | 4e        | serie 5: 3e in 1.02,54 finale: 4e in 1.01,78        |
| Joanne Meehan                                                                       | 100m rugslag (v)      | 6e        | serie 3: 4e in 1.02,84 finale: 6e in 1.02,07        |
| Leigh Habler                                                                        | 200m rugslag (v)      | Brons     | serie 6: 4e in 2.13,44 finale: 8e in 2.13,68        |
| Nicole Livingstone-Stevenson                                                        | 200m rugslag (v)      | 8e        | serie 5: 1e in 2.12,32 finale: 3e in 2.10,20        |
| Linley Frame                                                                        | 100m schoolslag (v)   | 15e       | serie 6: 6e in 1.11,58 finale B: 7e in 1.11,36      |
| Sam Riley                                                                           | 100m schoolslag (v)   | Brons     | serie 5: 2e in 1.09,38 finale: 3e in 1.09,25        |
| Linley Frame                                                                        | 200m schoolslag (v)   | 19e       | serie 4: 5e in 2.34,73                              |
| Sam Riley                                                                           | 200m schoolslag (v)   | 12e       | serie 3: 3e in 2.32,09 finale B: 4e in 2.32,63      |
| Lisa Curry-Kenny                                                                    | 100m vlinderslag (v)  | 13e       | serie 7: 3e in 1.01,07 finale B: 5e in 1.01,61      |
| Susie O'Neill                                                                       | 100m vlinderslag (v)  | 5e        | serie 6: 2e in 59,95 finale: 5e in 59,69            |
| Hayley Lewis                                                                        | 200m vlinderslag (v)  | 9e        | serie 5: 4e in 2.14,50 finale B: 1e in 2.13,11      |
| Susie O'Neill                                                                       | 200m vlinderslag (v)  | Brons     | serie 5: 1e in 2.10,47 finale: 3e in 2.09,03        |
| Jacqui McKenzie                                                                     | 200m wisselslag (v)   | 15e       | serie 4: 3e in 2.17,82 finale B: 7e in 2.19,41      |
| Elli Overton                                                                        | 200m wisselslag (v)   | 5e        | serie 6: 2e in 2.15,13 finale: 5e in 2.15,76        |
| Hayley Lewis                                                                        | 400m wisselslag (v)   | 4e        | serie 2: 3e in 4.46,57 finale: 4e in 4.43,75        |
| Jacqui McKenzie                                                                     | 400m wisselslag (v)   | 16e       | serie 4: 5e in 4.51,80 finale B: 8e in 4.52,04      |
| Lisa Curry-Kenny Nicole Livingstone-Stevenson Lisa Mackie Angela Mullens            | 4x100m vrije slag (v) | 9e        | serie 1: 4e in 3.49,64                              |
| Lisa Curry-Kenny Nicole Livingstone-Stevenson Joanne Meehan Sam Riley Susie O'Neill | 4x100m wisselslag (v) | 5e        | serie 2: 2e in 4.12,54 finale: 5e in 4.07,01        |

Albanië · Algerije · Amerikaanse Maagdeneilanden · Amerikaans-Samoa · Andorra · Angola · Antigua en Barbuda · Argentinië · Aruba · Australië · Bahama's · Bahrein · Bangladesh · Barbados · België · Belize · Benin · Bermuda · Bhutan · Bolivia · Bosnië en Herzegovina · Botswana · Brazilië · Britse Maagdeneilanden · Bulgarije · Burkina Faso · Canada · Centraal-Afrikaanse Republiek · Chili · China · Chinees Taipei · Colombia · Congo-Brazzaville · Cookeilanden · Costa Rica · Cuba · Cyprus · Denemarken · Djibouti · Dominicaanse Republiek · Duitsland · Ecuador · Egypte · El Salvador · Equatoriaal-Guinea · Estland · Ethiopië · Fiji · Filipijnen · Finland · Frankrijk · Gabon · Gambia · Gezamenlijk team · Ghana · Grenada · Griekenland · Groot-Brittannië · Guam · Guatemala · Guinee · Guyana · Haïti · Honduras · Hongarije · Hongkong · Ierland · IJsland · India · Indonesië · Irak · Iran · Israël · Italië · Ivoorkust · Jamaica · Japan · Jemen · Jordanië · Kaaimaneilanden · Kameroen · Kenia · Koeweit · Kroatië · Laos · Lesotho · Letland · Libanon · Libië · Liechtenstein · Litouwen · Luxemburg · Madagaskar · Malawi · Malediven · Maleisië · Mali · Malta · Marokko · Mauritanië · Mauritius · Mexico · Monaco · Mongolië · Mozambique · Myanmar · Namibië · Nederland · Nederlandse Antillen · Nepal · Nicaragua · Nieuw-Zeeland · Niger · Nigeria · Noord-Korea · Noorwegen · Oeganda · Oman · Oostenrijk · Pakistan · Panama · Papoea-Nieuw-Guinea · Paraguay · Peru · Polen · Portugal · Puerto Rico · Qatar · Roemenië · Rwanda · Saint Vincent‑Grenadines · Salomonseilanden · Samoa · San Marino · Saoedi-Arabië · Senegal · Seychellen · Sierra Leone · Singapore · Slovenië · Soedan · Spanje · Sri Lanka · Suriname · Swaziland · Syrië · Tanzania · Thailand · Togo · Tonga · Trinidad en Tobago · Tsjaad · Tsjecho-Slowakije · Tunesië · Turkije · Uruguay · Vanuatu · Venezuela · Verenigde Arabische Emiraten · Verenigde Staten · Vietnam · Zaïre · Zambia · Zimbabwe · Zuid-Afrika · Zuid-Korea · Zweden · Zwitserland · Onafhankelijke olympische deelnemers